# Dunois (Creuse)
Pour les articles homonymes, voir Dunois.
Le Dunois ou le Pays Dunois  est un petit pays du Limousin situé dans le département de la Creuse. Il est inclus dans le pays traditionnel de la Haute Marche. 

## Toponymie
Son nom vient de l'ancien "Pagus Dunensis". Le mot celte "DUN" signifie forteresse. Il est attesté en toponymie de langue d'oc (voir communes citées ci-dessous) et de langue d'oïl (le Dunois dans l'Orléanais: Châteaudun)
En limousin marchois, son nom est sans doute "Dunés".

## Communes
Les lieux principaux en sont Dun-le-Palestel, La Celle-Dunoise, Saint-Sulpice-le-Dunois et Bussière-Dunoise.